# Walter Pauli (Unternehmer)
Walter Pauli (* 16. September 1898 in Berlin; † 17. März 1991 in Zweibrücken) war ein deutscher Unternehmer und geschäftsführender Gesellschafter der Dorndorf Schuhfabrik GmbH.

## Leben
Pauli absolvierte eine Lehre in der Schuhbranche und war im Anschluss bei dem Schuhgroßhändler Otto Klausner tätig. Später war er Leiter der Bottina Schuhgesellschaft. 1938 übernahm er die Leitung der Schuhfabrik Langermann GmbH im Zweibrücker Stadtteil Niederauerbach, die zur im gleichen Jahr arisierten Dorndorf Schuhfabrik GmbH gehörte. Nach Zerstörung des Werkes im Zweiten Weltkrieg baute Pauli es nach 1945 wieder auf.
Daneben war er Vorsitzender des Modeausschusses der deutschen Schuhindustrie.

## Ehrungen
- 1968: Verdienstkreuz 1. Klasse der Bundesrepublik Deutschland[3]